# Dialogowe Ja

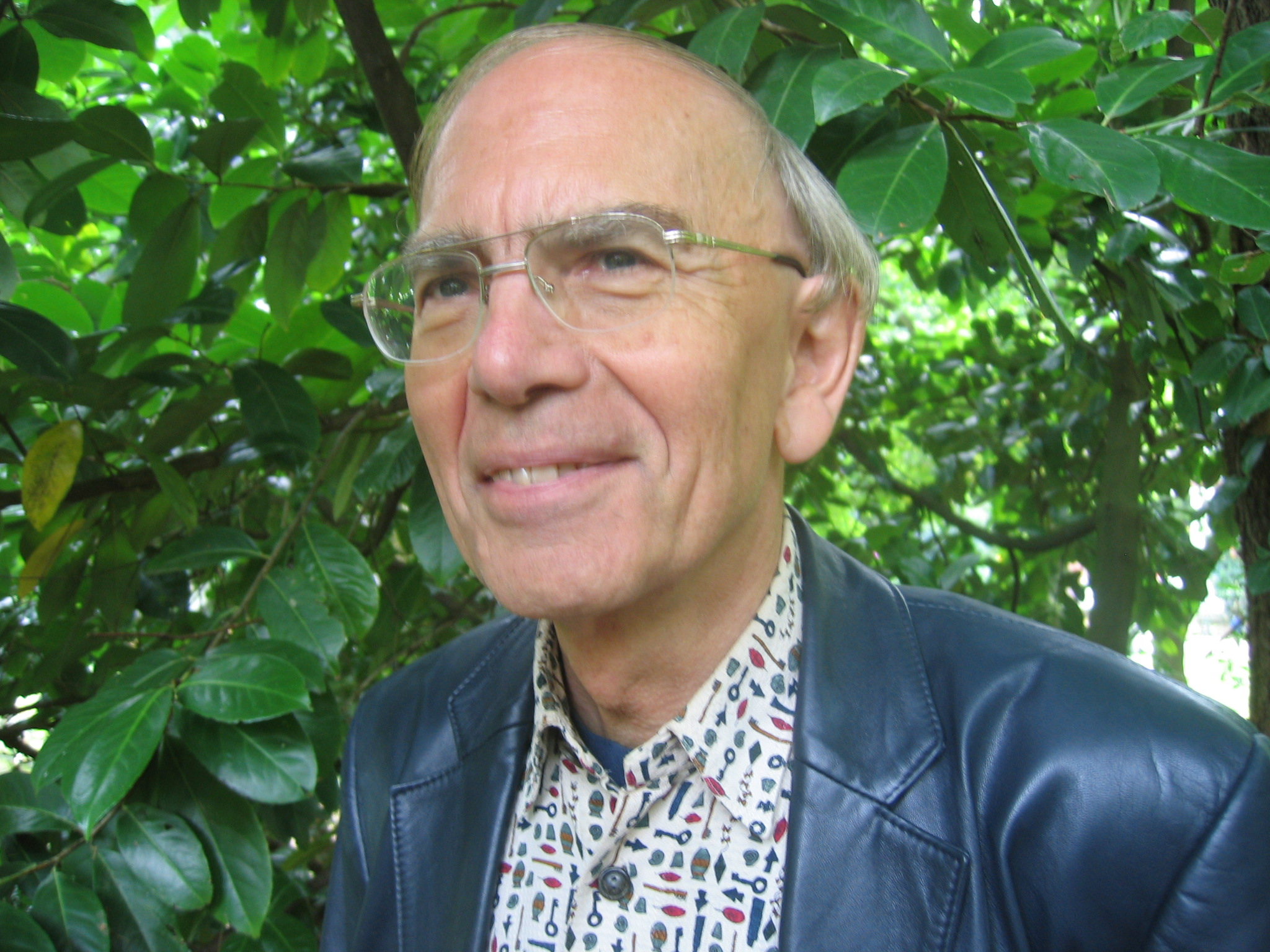
Hubert Hermans, autor koncepcji dialogowego ja, wrzesień 2007

Dialogowe Ja (ang. dialogical self) – psychologiczna koncepcja holenderskiego psychologa Huberta Hermansa, zakładająca że Ja jest dynamiczną wielością częściowo autonomicznych pozycji Ja, które mogą (i powinny) być ze sobą w dialogu. Wokół tej koncepcji powstała  Teoria dialogowego Ja  (Dialogical Self Theory – DST).

## Założenia
Zgodnie z koncepcją dialogowego Ja, Ja podmiotowe ma zdolność przemieszczania się od jednej pozycji do innej wraz ze zmianami sytuacji i czasu. Ma też zdolność obdarzania każdej pozycji głosem (dłuższa nazwa tej koncepcji to wielogłosowe, dialogowe Ja). W ten sposób mogą zostać nawiązane relacje dialogowe pomiędzy poszczególnymi głosami w wyobrażonych dialogach. Na przykład, człowiek może rozmawiać:
- z własnym odbiciem w lustrze;
- ze swoim sumieniem;
- z samym sobą właśnie w tej chwili czytającym ten tekst;
- z tą częścią siebie, która buntuje się przeciwko wszelkim obowiązkom.

Może także rozmawiać:
- z fotografią kogoś, za kim tęskni;
- z postacią z książki;
- z głosem matki, nakazującym posłuszeństwo;
- ze swoim największym wrogiem.

Także podczas rzeczywistej rozmowy można przechodzić tam i z powrotem od swojej pozycji do pozycji swojego rozmówcy (w sobie).
Co więcej, może toczyć się rozmowa (przykładowo) głosu matki z głosem ojca w wyobraźni córki lub syna – to też będzie przejaw dialogowego Ja.
Podane przykłady pokazują, że pozycje Ja mogą być nie tylko wewnętrzne, ale i zewnętrzne – "inni w nas", rozszerzający nasze Ja. Przy takim podejściu do Ja rozmywa się granica Ja – inni. Inni wchodzą w skład mojego Ja, a ja wchodzę w skład cudzych Ja.
Koncepcja ta jest jednym z ujęć zakładających wielorakość Ja, a pozycje Ja są specyficznie ujętym odpowiednikiem podosobowości.
Głosy funkcjonują tak, jak wchodzące ze sobą w relacje postacie z powieści, zadają pytania, udzielają odpowiedzi, zgadzają się lub nie zgadzają. Każda z tych postaci ma do opowiedzenia historię swoich doświadczeń z własnego punktu widzenia. Te różne postacie – jako różne głosy – mogą opowiadać o posiadanych przez każdą z nich obrazach siebie (Ja przedmiotowych), co prowadzi do ukształtowania się złożonego, narracyjnie (dialogowo) ustrukturalizowanego Ja.
Rozbieżności, a nawet sprzeczności między głosami wewnątrz Ja są traktowane jako zjawisko konstruktywne, jako nieodłączna cecha zdrowego funkcjonowania Ja, przyczyniająca się do rozwoju (mimo iż czasem mogą wiązać się z lękiem i depresją).
Szkodliwy jest natomiast brak dialogu, uciszanie jednych głosów przez inne.

## Różnice z innymi podejściami
- To, że rozbieżności między głosami są traktowane jako konstruktywne, jest sprzeczne z teorią Edwarda Tory Higginsa, zakładającą, że rozbieżności między niektórymi dziedzinami Ja (na przykład między Ja realnym, Ja idealnym i Ja powinnościowym) są powiązane ze skłonnością do pojawiania się określonych emocji (np. przygnębienia lub niepokoju). Dla osiągnięcia dobrego samopoczucia konieczne jest zredukowanie tych rozbieżności.
- Dialogowe Ja ma zarazem właściwości czasowe jak i przestrzenne (a czas i przestrzeń są tu równie ważnymi podstawowymi składnikami), co odróżnia tę koncepcję od poglądów badaczy, którzy koncentrują się na czasowym wymiarze narracji.
- Przestrzenną naturę Ja określają takie terminy jak "pozycja Ja" i "usytuowanie Ja". Terminy te są bardziej dynamiczne i elastyczne oraz mają bardziej osobowy charakter, niż termin "rola", stosowany przez niektórych badaczy.

## Usytuowanie w światowej psychologii
Teoria dialogowego Ja ta i jej zastosowania zostały opisane w pismach takich jak Psychological Bulletin i American Psychologist. Od roku 2000 co dwa lata odbywają się międzynarodowe konferencje poświęcone tej teorii, badaniom i zastosowaniom (w tym w Warszawie w 2004 roku), lecz mimo tego nie stała się ona elementem głównego nurtu światowej psychologii. Jako przyczyny podaje się m.in.:
- występowanie rozbieżności pomiędzy teorią a wynikami wielu spośród przeprowadzanych badań,
- fakt, że pojęcie dialogu, kluczowe dla historii filozofii od czasów Platona, zostało mocno zaniedbane w psychologii i innych naukach społecznych.

Teoria dialogowego Ja jest wykładana na polskich uczelniach, np. w ramach przedmiotu  Psychologia Ja i tożsamości .